# Dimitrij Dimitrijevič Ivanenko
Dimitrij Dimitrijevič Ivanenko (ukrajinsko Дмитро́ Дми́трович Іване́нко, rusko Дми́трий Дми́триевич Иване́нко), ukrajinski fizik, * 29. julij 1904, Poltava, Ruski imperij, danes Ukrajina, † 30. december 1994, Moskva, Rusija.
Po odkritju nevtrona je Ivanenko ugotovil, da je atomsko jedro sestavljeno iz protonov in nevtronov. To je odkril neodvisno od Heisenberga. Bil je eden vodilnih fizikov pri razvoju teoretične jedrske fizike.